# 행복어린이도서관
행복어린이도서관은 경기도 파주시 문산읍 소재의 시립 어린이 도서관이다.

## 연혁
- 2009년 7월 1일 문산행복센터 착공
- 2011년 4월 2일 문산행복센터 준공
- 2011년 5월 3일 문산행복센터 내 행복어린이도서관 개관

## 시설현황
- 유아, 그림책, 어린이, 성인자료, 잡지 및 신문, 인터넷 코너

## 이용 안내
이용 시간
- 3~10월: 화~금 09:00~19:00 / 토~일 09:00~18:00
- 11~2월: 화~금 09:00~18:00 / 토~일 09:00~18:00

휴관일
- 매주 월요일
- 정부지정 공휴일 (일요일제외)
- 임시휴관일 (도서관 사정상 휴관이 필요한 경우)